# Acoran
Acoran è l'essere supremo della mitologia indigena di Gran Canaria.

## Mitologia
Si sa poco su ciò che è tramandato dagli indigeni. È noto che adoravano molti dèi e credevano in una figura superiore a tutte le altre, appunta chiamata Acoran. La tradizione voleva che i templi dedicati al dio fossero eretti su montagne difficilmente accessibili per offrirgli una dimora inviolabile. A lui una fanciulla vestita di cuoio bianco presentava quotidianamente un'offerta di latte in sacrificio.
Nell'isola di Tenerife, il dio supremo prende il nome di Achamán.